# Ed Conlin
Edward James Conlin, detto Ed (Brooklyn, 2 settembre 1933 – 21 settembre 2012), è stato un cestista e allenatore di pallacanestro statunitense, professionista nella NBA.

## Carriera
Venne selezionato dai Syracuse Nationals al primo giro del Draft NBA 1955 (5ª scelta assoluta).